# 柳完熙
柳 完熙（ユ・ワニ、朝鮮語: 유완희、1901年11月25日 - 1964年2月17日）は、日本統治時代の朝鮮と大韓民国のジャーナリスト、詩人、小説家、評論家、エッセイスト。
本貫は全州柳氏。号は赤駒（チョック、적구）、松隠（ソンウン、송은/松隱）、柳州（ユジュ、유주）。

## 生涯
京畿道龍仁郡内四面松門里で長男として生まれた。1920年に官立京城高等普通学校を、1923年3月に京城法学専門学校本科を卒業。
1923年4月から『京城日報』の編集部兼学芸部記者として活動し、その後は『東亜日報』『時代日報』『中外日報』『朝鮮日報』などの記者を務めた。1925年から京城女子美術学院や朝鮮文学院などで教員を務めた後、『朝鮮中央日報』の廃刊とともに平安北道の江界に行って弘文社の総支配人を務めた。
1920年代にはKAPFに一定の関心を示し、社会主義系列の文学執筆活動をして、1920年代後半から30年代後半までに『開闢』『朝鮮之光』『朝光』『三千里』『時代日報』『朝鮮日報』などに詩、小説、評論、エッセイを発表し、他国のプロレタリア詩を翻訳して紹介することもした。その間に鉄筆倶楽部の筆禍事件と『中外日報』の名誉毀損事件で実刑を宣告された他、1926年に抗日の文章を発表したことにより刑務所に収監された。
1948年に故郷の龍仁に戻り、教師を務めるかたわら、詩壇に登場して活動した。
1955年12月から1956年8月までにソウル新聞の編集局長を務め、三・一運動、朝鮮戦争、朝鮮光復などの記念詩を発表した。
1956年9月から1960年までに世界日報の論説委員を務めた。1964年に肝癌により63歳で死去した。
詩集は2014年の『柳完熙詩選』がある。